# Daucus jordanicus
Daucus jordanicus là một loài thực vật có hoa trong họ Hoa tán. Loài này được Post mô tả khoa học đầu tiên năm 1888.